# 圣庇护五世堂
圣庇护五世堂（Chiesa di San Pio V a Villa Carpegna）是一个罗马天主教领衔堂区，位于意大利罗马奥雷利奥区（Aurelio）的圣庇护五世广场（largo San Pio V）。

## 历史
1973年3月5日，教宗保禄六世将其封为领衔堂区，现任枢机主教为美国籍的詹姆斯·迈克尔·哈维。

## 历任枢机
- Paul-Pierre Philippe, O.P. 法国，（1973年3月5日- 1984年4月9日）
- Luigi Dadaglio 意大利，（1985年5月25日- 1990年8月22日）
- José Tomás Sánchez，菲律宾，（1991年6月28日- 2012年3月9日）
- 詹姆斯·迈克尔·哈维 美国，（2012年11月24日 –）